# Nancy Glenn-Nieto
Nancy Glenn-Nieto, nacida como Nancy Hoskins, (Oklahoma, 20 de septiembre de 1944) es una actriz, modelo y pintora estadounidense-mexicana. Es más conocida como modelo y actriz en la Ciudad de México; sin embargo, sus obras pictóricas son de interés para coleccionistas de arte en toda América. Glenn-Nieto es la viuda del pintor mexicano oaxaqueño Rodolfo Nieto.

## Primeros años de vida
Glenn-Nieto, de apellido de soltera Hoskins, nació en Oklahoma. Su padre fue Howard Hoskins (1 de marzo de 1911 - 1995), ingeniero de Douglas Aircraft Company, y su madre fue Mary Hoskins, (29 de julio de 1922 - 6 de marzo de 2014) maestra de escuela. Cuando era niña se mudó con su familia al sur de California. Durante su niñez pasó mucho tiempo con su abuela materna Herminia Matuse Harrel (7 de mayo de 1889 – 23 de enero de 1995) nacida y criada en Cruces, Chihuahua, México. A Nancy le encantaban las historias de su abuela que creaban imágenes coloridas y llenas de contrastes de un país lleno de cultura, música y arte, pero políticamente agitado en los tiempos de Porfirio Díaz, Pancho Villa y Emiliano Zapata. También le marcó la manera cómo su abuela escapó de la Revolución mexicana de 1911 cruzando el Río Grande hacia El Paso, Texas. Al crecer en una familia de dos culturas, Nancy integró ambas con igual valor en su perspectiva personal.
Su interés por el arte comenzó cuando era una niña. Le gustaba hacer dibujos de los perros y gatos del vecindario, a menudo llevándolos a su casa. Su madre recordaba esos momentos afirmando que "Nancy siempre traía a casa un gato o un perro callejero. Ella los alimentaba y pronto se convirtieron en parte de nuestra familia". Durante sus años de escuela secundaria, su primer trabajo fue pintar escenas navideñas en el escaparate de la tienda local.
Aunque a Nancy le gustaba pintar y dibujar, también le llamaba la atención el mundo de los concursos de belleza tras ganar el concurso Miss Los Ángeles. Ese mismo año, a los 23, ingresó al Concurso de Belleza Reina del Pacífico realizado en Melbourne, Australia, como representante de California.

## Ciudad de México
Después de graduarse de la Universidad de California en Santa Bárbara en Bellas Artes, la identificación de Nancy con su abuela la motivó a conocer sus raíces mexicanas. Después de viajar por todo México, decidió establecerse en Ciudad de México. Mientras visitaba una galería de arte en la bohemia Zona Rosa de la Ciudad de México, se encontró con Ned Motola, el director de publicidad de la oficina de la Ciudad de México de la empresa de publicidad internacional Doyle Dane and Bernbach. Impresionado con su físico, le ofreció un contrato para trabajar como modelo en anuncios comerciales para su cliente Christian Dior. A partir de esa exposición nacional, floreció su carrera como modelo. Pronto se convirtió en una de las más solicitadas de México. Grandes empresas internacionales utilizaron su imagen. Apareció en vallas publicitarias, comerciales de televisión, revistas como Vanity y en los principales periódicos además de desfilar para marcas de alta costura. Al igual que la conocida modelo Suzy Parker, el modelaje se convirtió en el trampolín de Nancy para actuar en películas hasta su matrimonio con Rodolfo Nieto.

## Matrimonio
Tras casarse con el pintor Rodolfo Nieto centró su carrera en el mundo de la moda, reduciendo su aparición en películas para viajar menos. Rodolfo Nieto fue un pintor prolífico que a menudo trabajaba en numerosas obras, hasta diez lienzos a la vez, de manera intensa durante largos períodos de tiempo. Ella le ayudaba también a preparar los lienzos.
Se habían conocido en la gran inauguración del Polyforum Cultural Siqueiros, que lleva el nombre del muralista mexicano David Alfaro Siqueiros. Nancy quedó impresionada con el "impecable sentido del estilo" de Rodolfo. Él también se sintió atraído por la belleza de la actriz y modelo, quedando muy sorprendido cuando descubrió que ella también era pintora. Unos meses después, el 11 de septiembre de 1971, se casaron en el Registro Civil en la Colonia Coyoacán.
Pasaron años juntos pintando con el ánimo constante por ampliar sus esfuerzos artísticos. Combinando la tradición mexicana y los conceptos de arte contemporáneo, estudiaron arte y arquitectura precolombina en Oaxaca, Jalapa, Guerrero, Veracruz, Chiapas y la Ciudad de México. También visitaron museos europeos y vivieron un tiempo en París. La devoción por la experiencia creativa fue el vínculo que unió a los dos artistas, cuya actividad nocturna favorita era escuchar música y estudiar libros de arte.

## Skull Art
Tras la muerte de Rodolfo Nieto en junio de 1985, el 1 de noviembre siguiente —Día de Muertos— en su casa decoró un altar con su fotografía en el centro rodeada de cosas que disfrutaba en la vida, como frutas, una botella de vino, y pan; junto con calaveritas o calaveritas de azúcar y cempasúchil. En la antigua tradición mexicana donde el culto a la muerte implicaba el culto a la vida nueva: la calavera –símbolo de la muerte– era una promesa de resurrección. Posteriormente, inició una serie de pinturas que representaban el carácter misterioso de la antigua celebración de la calavera. Su serie inició y definió el género de Skull Art .

Más tarde el Instituto Cultural Mexicano impresionado con su Arte de Calaveras la invitó a exponer para el Día de Muertos en los consulados mexicanos, donde instaló elaborados altares rodeados de sus pinturas de "árboles de calaveras", cotorras extrañas, y los muertos vivientes.

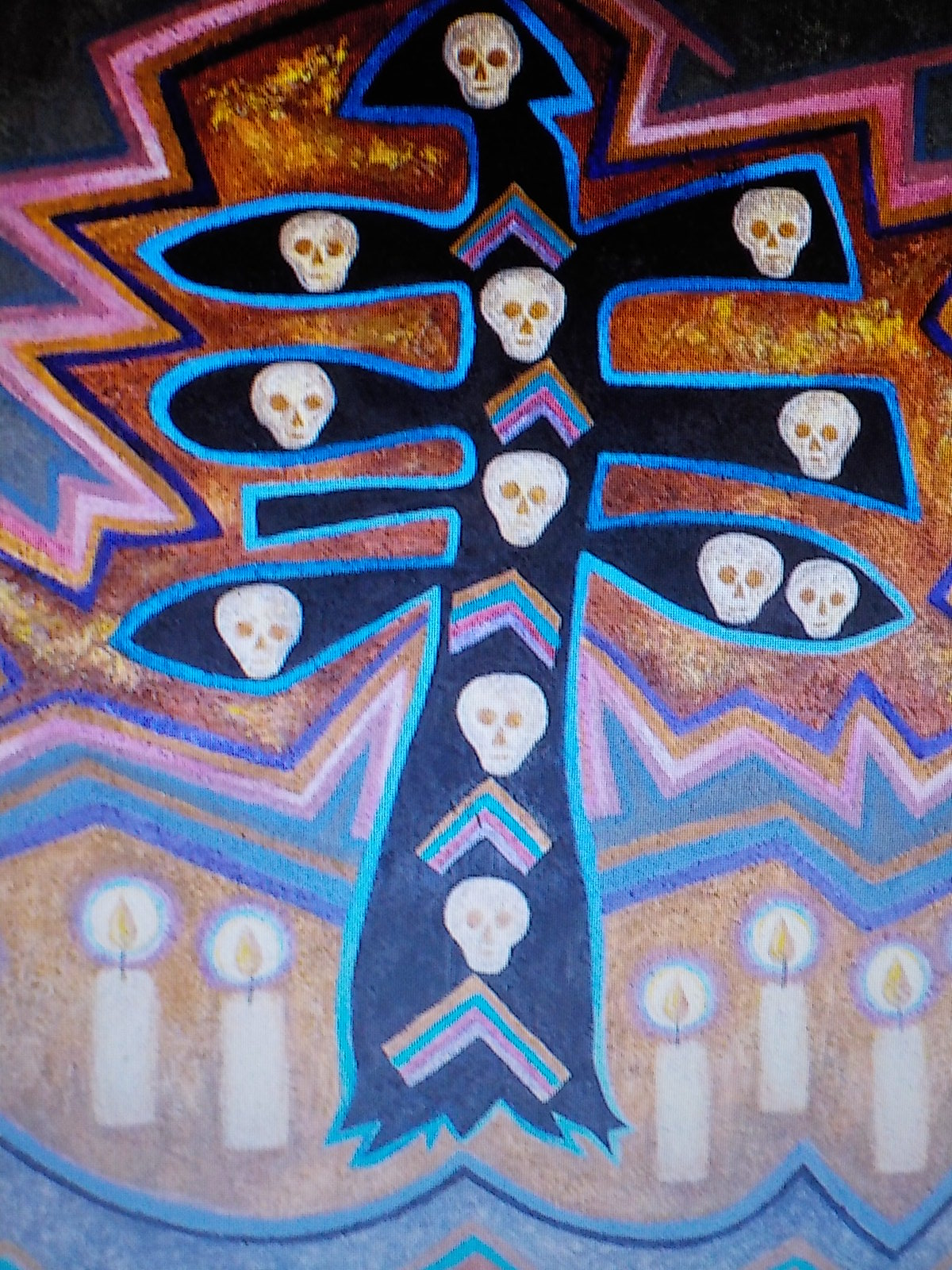
Árbol Calavera con Velas

## Temas principales
Los temas principales de Nancy son los animales místicos, las flores coloridas y los santos poderosos. Su estilo se ha convertido en una combinación de folklore mexicano, realismo y arte pop estadounidense donde los colores ricos saturan el lienzo evocando imágenes picassianas colocadas sobre líneas de construcción firmes. "Cuando vives con un gran artista (Rodolfo Nieto) durante tanto tiempo, comienzas a sentir que no tienes ningún talento. Pero poco a poco me armé de valor y comencé mis propias exposiciones."

## Filmografía parcial
| Año  | Título                        | Role                           | notas      |
| ---- | ----------------------------- | ------------------------------ | ---------- |
| 1969 | Valentín Armienta el vengador |                                |            |
| 1969 | La Marcha de Zacatecas        | María, la americana            |            |
| 1969 | Trampas de amor               | Annette (segmento "El dilema") |            |
| 1970 | el manantial del amor         |                                |            |
| 1970 | Paraíso (película de 1970)    | Guera (como Nancy Glenn)       |            |
| 1971 | Siempre hay una primera vez   | (segmento "Isabel")            |            |
| 1979 | La Colorina                   |                                | telenovela |
| 1985 | Gavilán o paloma (película)   |                                |            |

## Lista parcial de exposiciones
- 1984 “Los Gatos y Mis Rasguños” La Casa Cultural de los Periodistas, Ciudad de México, México
- 1986 "Tú y Yo" La Casa Cultural de Tepepan, Tepepan, México
- 1987 "Dragones" Omen Crow Studio, Tarzana, California
- 1989 "La Mulata de Córdoba" Museo de la Ciudad de Veracruz, Puerto de Veracruz, Veracruz
- 1989 “Melaza y yo” Sala de Exposiciones Hotel Las Cavas, Tequisquiapan, Querétaro
- 1989 "Flores" Feria Estatal de Querétaro 1989, Querétaro, Querétaro
- 1990 "Mi Show" Línea Móvil, Ciudad de México, México
- 1990 "Animales de fantasía" Biblioteca Villaseñor, San Bernardino, California
- 1990 "Animales de fantasía" Biblioteca del condado de Lake Arrowhead, Blue Jay, California
- 1990 “Animales de Fantasía” Polyforum Cultural Siqueiros, Ciudad de México, México
- 2019 "Nancy Glenn Nieto Gala" 30 de agosto de 2019, Kris Gonzalez, curadora, Enterprise Building, San Bernardino, California
- 2019 "Paint and Sip with Nancy Glenn Nieto" Kris Gonzalez, organizadora, 1 de noviembre de 2019, celebración Día de Muertos, San Bernardino, California

## Parte de colecciones permanentes
- Poliforum Cultural Siqueiros
- Instituto Cultural Mexicano, Los Ángeles
- Consulado de México, Los Ángeles
- Consulado de México, San Diego
- Museo de Arte del Valle de Conejo
- Colegio de Abogados Mexicano Americano
- Museo de Arte de las Ciudades del Sol
- Centro de Investigación Hispana de la Universidad Estatal de Arizona
- Museo Petropavlosk, Kamchatka, Rusia
- Sede de las Naciones Unidas, Pasadena, California
- Universidad Internacional de San Diego de los Estados Unidos